# Várkonyi Titusz
Várkonyi Titusz Ivó Albert (Szeged, 1882. augusztus 29. – Budapest, 1954. április 15.) magyar újságíró, szerkesztő. Várkonyi Zoltán apja.

## Élete
Várkonyi (Weissenstein) Vladimir Hugó (1855–1883) ügyvédsegéd és Pirnik Aranka fia. Középiskolai tanulmányait 1894 és 1899 között a Kecskeméti Református Főgimnáziumban, majd 1901–1902-ben a Budapesti VIII. kerületi Magyar Királyi Állami Főgimnáziumban végezte, s utóbbiban 1902-ben érettségi vizsgát tett. 1902 és 1906 között a Budapesti Tudományegyetem Bölcsészettudományi Karának hallgatója volt. Egy évig Budapesten tanárként dolgozott, aztán újságíró lett. 1917 januárjában felvették a Budapesti Újságírók Egyesületébe. Előbb a Világ, majd a Magyar Hírlap, 1938-tól csaknem haláláig a Magyar Nemzet munkatársa volt. Főként irodalmi riportokat és színházi kritikákat írt. A Horthy-korszakban a haladó polgári újságírás képviselői közé tartozott. Krúdy Gyula egyik legbensőbb barátja volt.
A Farkasréti temetőben helyezték végső nyugalomra.
Házastársa Grosz Julianna szabónő volt, Grosz Lipót és Goldner Julianna lánya, akivel 1912. február 7-én Budapesten, az Erzsébetvárosban kötött házasságot.